# Chilca (distrito)
O Chilca é um dos dezesseis distritos que formam a Província de Cañete, situada em Departamento de Lima.

## Transporte
O distrito de Chilca é servido pela seguinte rodovia:
- PE-1S, que liga o distrito de Lima (Província de Lima à cidade de Tacna (Região de Tacna - Posto La Concordia (Fronteira Chile-Peru) - e a rodovia chilena Ruta CH-5 (Rodovia Pan-Americana [1][2][3]